# Långtjärnen (Degerfors socken, Västerbotten, 717214-166494)
Långtjärnen är en sjö i Vindelns kommun i Västerbotten och ingår i Umeälvens huvudavrinningsområde. Sjön har en area på 0,144 kvadratkilometer och ligger 216 meter över havet. Långtjärnen ligger i Vindelälven Natura 2000-område.

## Delavrinningsområde
Långtjärnen ingår i det delavrinningsområde (717447-166369) som SMHI kallar för Mynnar i Vindelälvens vattendragsyta. Medelhöjden är 270 meter över havet och ytan är 16,04 kvadratkilometer. Det finns inga avrinningsområden uppströms utan avrinningsområdet är högsta punkten. Fälltjärnbäcken som avvattnar avrinningsområdet har biflödesordning 3, vilket innebär att vattnet flödar genom totalt 3 vattendrag innan det når havet efter 152 kilometer. Avrinningsområdet består mestadels av skog (91 procent). Avrinningsområdet har 0,54 kvadratkilometer vattenytor vilket ger det en sjöprocent på 3,4 procent.